# Vladimir Kragić
Vladimir Kragić (Spalato, 8 giugno 1910 – Spalato, 17 settembre 1975) è stato un calciatore jugoslavo, di ruolo attaccante.

## Carriera

### Club
Con la squadra cittadina dell'Hajduk Spalato esordì l'8 maggio 1929 contro l'HAŠK Zagabria. 
Nello stesso anno con i Bili vinse il campionato jugoslavo, con una presenza e una rete segnata ai danni del Građanski Zagabria il 29 settembre. L'intera carriera la passò nella squadra spalatina con la quale segno un totale di 266 reti su 354 partite, di cui 137 presenze con 78 reti in campionato.

### Nazionale
Il suo debutto con la nazionale jugoslava risale al 4 maggio 1930 nella partita amichevole contro la Romania giocatasi a Belgrado. La sua ultima partita con la nazionale, valida per la qualificazione al mondiale del 1934, risale al 29 aprile 1934 sempre contro la Romania ad Bucarest.
Indossò la maglia della nazionale per un totale di sei partite, andando quattro volte a rete.

## Statistiche

### Cronologia presenze e reti in nazionale
| Cronologia completa delle presenze e delle reti in nazionale ― Jugoslavia | Cronologia completa delle presenze e delle reti in nazionale ― Jugoslavia | Cronologia completa delle presenze e delle reti in nazionale ― Jugoslavia | Cronologia completa delle presenze e delle reti in nazionale ― Jugoslavia | Cronologia completa delle presenze e delle reti in nazionale ― Jugoslavia | Cronologia completa delle presenze e delle reti in nazionale ― Jugoslavia | Cronologia completa delle presenze e delle reti in nazionale ― Jugoslavia | Cronologia completa delle presenze e delle reti in nazionale ― Jugoslavia |
| Data                                                                      | Città                                                                     | In casa                                                                   | Risultato                                                                 | Ospiti                                                                    | Competizione                                                              | Reti                                                                      | Note                                                                      |
| ------------------------------------------------------------------------- | ------------------------------------------------------------------------- | ------------------------------------------------------------------------- | ------------------------------------------------------------------------- | ------------------------------------------------------------------------- | ------------------------------------------------------------------------- | ------------------------------------------------------------------------- | ------------------------------------------------------------------------- |
| 4-5-1930                                                                  | Belgrado                                                                  | Jugoslavia                                                                | 2 – 1                                                                     | Romania                                                                   | Amichevole                                                                | -                                                                         |                                                                           |
| 6-8-1933                                                                  | Zagabria                                                                  | Jugoslavia                                                                | 2 – 1                                                                     | Cecoslovacchia                                                            | Amichevole                                                                | 1                                                                         |                                                                           |
| 24-9-1933                                                                 | Belgrado                                                                  | Jugoslavia                                                                | 2 – 2                                                                     | Svizzera                                                                  | Qual. Mondiali 1934                                                       | 1                                                                         |                                                                           |
| 18-3-1934                                                                 | Sofia                                                                     | Bulgaria                                                                  | 1 – 2                                                                     | Jugoslavia                                                                | Amichevole                                                                | -                                                                         |                                                                           |
| 1-4-1934                                                                  | Belgrado                                                                  | Jugoslavia                                                                | 2 – 3                                                                     | Bulgaria                                                                  | Amichevole                                                                | 1                                                                         |                                                                           |
| 29-4-1934                                                                 | Bucarest                                                                  | Romania                                                                   | 2 – 1                                                                     | Jugoslavia                                                                | Qual. Mondiali 1934                                                       | 1                                                                         |                                                                           |
| Totale                                                                    |                                                                           | Presenze                                                                  | 6                                                                         |                                                                           | Reti                                                                      | 4                                                                         |                                                                           |

## Palmarès

### Club

#### Competizioni nazionali
- Campionato jugoslavo: 1

Hajduk Spalato: 1929

### Individuale
- Capocannoniere della Prva Liga: 1

1932-1933 (20 gol)